# Act for the abolishing of the Kingly Office
De Act for the abolishing of the Kingly Office in England and Ireland, and the Dominions thereunto belonging is de wet waarmee in 1649 de Engelse monarchie afgeschaft werd. De koningsloze periode zou 11 jaar duren, totdat het koningschap in 1660 in de persoon van Karel II in ere werd hersteld.

## Chronologie

### Voorgeschiedenis
In 1603 bestegen de Stuarts de Engelse troon. Twee factoren, de problemen die door Elizabeth I voor zich uit waren geschoven enerzijds en het beleid van de Stuarts zelf anderzijds, zorgden ervoor dat de periode van 1603 tot 1688 bekend werd als de minst stabiele van de hele Engelse geschiedenis. John Morril noemt de Stuarts zelfs de minst succesvolle dynastie van Engeland. Het was hoe dan ook een bewogen periode: twee decennia van burgeroorlog, grote – al dan niet blijvende – politieke en institutionele veranderingen, vervolgingen, doodstraffen…
De problemen ontstonden al tijdens de regering van Jacobus I (1603-1625), maar pas onder diens zoon en opvolger, Karel I (1625-1649) kregen de problemen geleidelijk aan onrustwekkende proporties. Reeds in 1625 stuurde Karel I het parlement naar huis. Na enkele strubbelingen over het innen van belastingen, ontbond de koning in 1629 het parlement ‘definitief’ en begon hij te regeren zonder parlementaire controle. Hierdoor kon de koning vrij belastingen heffen, iets dat voorheen enkel met toestemming van het parlement mogelijk was. De bezittende klasse, die vroeger door middel van het parlement de belastingsheffing naar haar hand kon zetten, zag nu haar eigendommen bedreigd.
Ook op religieus vlak haalde Karel I zich heel wat problemen op de hals. De koning, die een groot voorstander was van de Anglicaanse Kerk, ondervond grote weerstand van de groep Puriteinen die de staatskerk als een vorm van afgoderij aanzagen. Toen Karel I in 1637 de Schotten het Engelse Book of Common Prayer opdrong, werd dit door hen als te paaps en te Engels gezien. De calvinistische Schotten, die zich de Anglicaanse kerk niet lieten opdringen, reageerden door Noord-Engeland binnen te vallen. Voor de financiering van een leger ter verdediging was het noodzakelijk opnieuw een parlement in te stellen.
Het parlement zag zijn kans om de koninklijke macht en willekeur aan banden te leggen en dit terwijl de koning zich met hand en tand verzette tegen een te sterk wordend parlement. Twee groepen, parlementsgezinden en koningsgezinden, kwamen tegenover elkaar te staan en in 1642 was de burgeroorlog een feit. Uiteindelijk zegevierde het leger onder leiding van Oliver Cromwell. Op 30 januari 1649 werd de koning geëxecuteerd. Enkele weken later, op 17 maart 1649, werd het koningschap officieel afgeschaft met de Act for the abolishing of the Kingly Office in England and Ireland, and the Dominions thereunto belonging.

### Koningsloze periode
Na 11 jaar regering van monarch zonder parlement volgde nu 11 jaar van regering zonder monarch. Van 1649 tot 1653 heerste in Engeland het zogenoemde Commonwealth-regime, in 1653 werd dit vervangen door het Protectoraat van Cromwell en diens zoon. Doordat het parlementair beleid in de ogen van Cromwell te weinig verandering teweegbracht werden de parlementsleden vervangen. Het leger bepaalde wie hun plaats zou in nemen.
Het regime van Oliver Cromwell ondervond evenals dat van de Stuarts veel weerstand. Het was voornamelijk gebaseerd op wat weg moest en niet op wat er in de plaats moest komen. Het puriteins militarisme was niet wat het Engelse volk gehoopt had in de plaats te krijgen voor de absolute monarchie van de Stuarts.
In 1660, nadat Oliver Cromwells zoon Richard er niet in was geslaagd het Protectoraat vol te houden, werd de Stuart-dynastie hersteld. Karel II, zoon van de onthoofde Karel I werd de nieuwe koning van Engeland. Met  de Declaration of Breda, opgesteld door de nieuwe leider Edward Hyde en goedgekeurd door een vrij verkozen parlement, werd het koningschap in ere en functie hersteld en een algemeen pardon aan allen geschonken.

## Inhoud van de wet
In de eerste paragraaf van de tekst wordt koning Karel I vervallen verklaard van het koningschap. In één adem wordt ook gesteld dat al zijn nakomelingen, of anderen die de titel van koning onder of na hem pretenderen, bij voorbaat als incapabel voor het koningschap worden beschouwd. Niemand mag nog de koninklijke titel of waardigheid opnemen. Ook vervalt de heerschappij over koninklijke gebieden, zoals Engeland, het Prinsdom Wales, maar ook de heerschappij over leengoederen en dergelijke die oorspronkelijk eigendom van de koning waren. Zij mogen niet meer beheerd worden door iemand die deze titel aanneemt.
De volgende paragraaf handelt over de last die het koningschap voor het volk en de natie is. Het koningschap knecht en verarmt de mensen en is dus niet nodig. De koninklijke functie zal in Engeland nooit meer in handen van één persoon kunnen of mogen zijn.
Ook wordt het pogen de koninklijke macht te vestigen verboden. Wie zich uitgeeft als koning of probeert het koningschap te vestigen zal veroordeeld worden tot hoogverraad. Wanneer iemand steun verleent, of opjut tot monarchale eisen zal die evenzeer worden veroordeeld voor hoogverraad.
In de voorlaatste paragraaf wordt de macht definitief bij het parlement gelegd. De natie dient te worden geregeerd door vertegenwoordigers die hun steun van het volk krijgen. Een ander belangrijk deel van deze paragraaf stelt dat het parlement zo snel mogelijk ontbonden en herverkozen moest worden om het volk zo goed mogelijk te dienen.
Als laatste wordt bepaald dat het volk van Engeland gehoorzaamheid en onderwerping verschuldigd blijft aan de regering. De trouw en onderwerping zullen echter niet langer aan de koning verschuldigd zijn, maar aan de regering en de volksvertegenwoordigers.

## Datering van de wet
De datering van de Act for the abolition of the kingly office in England, … is niet eenduidig. Verschillende data duiken op: 23 maart 1648, 7 februari en 17 maart 1649, 23 maart 1649. De notulen van het House of Commons zijn online beschikbaar. Via deze databank zijn deze verschillende dateringen na te gaan.
Kenyon stelt dat de monarchie een dag na de afschaffing van het House of Lords werd afgeschaft, namelijk op 7 februari 1649. Het duurde echter nog enkele weken, tot midden maart 1649, voordat de “necessary statutes were […] passed” . Op 17 maart 1649 werd de wet goedgekeurd en werd de opdracht gegeven deze te drukken en uit te geven. Vijf dagen later, 23 maart 1649, werd de Act for the abolition of the kingly office in England, … officieel geproclameerd in het House of Commons.
Dit kan een verklaring zijn voor de verschillende mogelijke data die gegeven worden voor de afschaffing van het koningschap in Engeland. Echter, Kenyon stelt – en wordt daarin ondersteund door de gegevens in de notulen van de vergaderingen van het House of Commons – dat pas op 7 februari 1649 voor de eerste keer over de afschaffing van het koningschap werd gedebatteerd. Dit laat de datum 23 maart 1648 zonder verklaring.
Het verschil van exact 1 jaar is op zich vreemd. Dat een verschillende interpretatie van de debatten kan leiden tot een verschillende datering zou nog begrijpelijk zijn, maar dat het verschil precies 1 jaar is, is op zijn minst twijfelachtig. Hiervoor moet dus een andere verklaring gezocht worden. Wellicht ligt de oplossing bij de datum waarop het nieuwe jaar inging. Nieuwjaar viel namelijk niet altijd op 1 januari, maar werd in Engeland tot 1752 op 25 maart gevierd. Hiermee valt veel te verklaren: op het moment dat de Act werd uitgevaardigd viel 23 maart nog in 1648 – Nieuwjaar moest nog komen – maar terugtellend vanuit onze jaartelling viel 23 maart al in 1649.
Samengevat kan gesteld worden dat de verschillende data te wijten zijn aan de verschillende stappen in de totstandkoming van dit document, namelijk de debatten in het parlement. De verschillende jaartallen zijn te wijten aan de wijziging van het ogenblik waarop Nieuwjaar gevierd werd in zeventiende-eeuws Engeland.